# بلگرانو

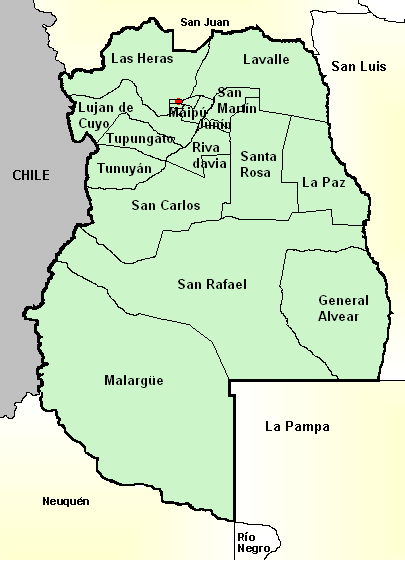

بلگرانو (به انگلیسی: Belgrano) یک منطقهٔ مسکونی در آرژانتین است که در بخش گوایمالن در استان مندوزا واقع شده‌است.
این محله از شمال با خیابان Capilla de Nieve و خیابان Virgen de las Nieves در جنوب با خیابان گودوی کروز و خیابان بلگرانو، در شرق با خیابان لیبرتاد و خیابان ویکتوریا و در غرب با خیابان میتر محدود می‌شود. مساحت محله بلگرانو ۴٫۵۸ کیلومتر مربع است.